# 生命科学
生命科学（せいめいかがく、英: life science）は、
生命を研究対象とする学問のことである。自然科学 (natural science) の中で、物理科学 (physical science) と対をなす。広義には、応用分野も含まれる。

## 概要
基礎科学としての生物学のほか、応用分野である医学・農学なども含む。ウイルスは細胞に感染するが、完全に自己完結した自己増殖能をもたないので、生物かどうか定義が議論されるが、それでも生命科学の領域で取り扱われる。ただし、生命科学を生物の生命活動に関わる科学と定義すれば、ウイルスは生物の生命活動と影響しあるため、生命科学の範囲内であるといえる。

## 分野

### 基礎生命科学
- 生物学
  - 生化学 - 化学的側面を扱う下位分野
  - 生物物理学 - 物理学との学際分野
  - 生物情報学 - 情報学との学際分野

### 応用生命科学
- 医学
  - 歯学
  - 薬学
  - 保健学（健康科学）
  - 看護学
  - 栄養学
- 農学
  - 林学
  - 水産学
  - 畜産学・獣医学
- 生物工学